# Talla (moneda)
Talla, en numismática, es el número de piezas o monedas que entran en una unidad de cuenta tomada como patrón. También, el número de monedas que pueden fabricarse con una determinada cantidad del metal con que se acuña.
Es decir, es el valor que una moneda concreta tiene si usa como referencia o comparación una moneda teórica de mayor valor nominal. En la práctica, representa la relación entre el valor de la moneda y el valor del metal que la compone.
Por ejemplo, la talla de un real de plata español se expresaba como "de 72 piezas de marco", siendo en este caso el marco una moneda teórica o unidad de cuenta que no se acuñaba en España, sirviendo de referencia nominal para piezas tuvieran menor valor, como el real. 
|  |  |  |